# Kemalpaşa (İzmir)
Pour les articles homonymes, voir Kemalpaşa et Nymphaion.
Kemalpaşa est une sous-préfecture de la province d'İzmir. La ville a pris le nom de Kemalpaşa en référence à Mustafa Kemal Atatürk, après s'être appelée quelque temps au début de la république turque Nif, abréviation turque de son nom grec antérieur de Nymphaeon (grec : Νύμφαιον). Le point culminant du district est le Mont Nif (en) (Nif Dağı) à 1 506 m d'altitude au sud de la ville.

## Géographie
La ville est à 29 km à l'est du centre d'İzmir et la route européenne E 90, qui relie İzmir à Ankara, passe à quelques kilomètres au nord. La ville est dans une plaine alluviale (Kemalpaşa ovası) formée par un affluent, appelé rivière de Nif (Nifcayı), du fleuve Gediz.
Les environs de Kemalpaşa sont réputés pour ses forêts de pins et ses cerises (Kemalpaşa kirazı) qui font l'objet d'une fête annuelle.

## Démographie
| 1990   | 1997   | 2000   | 2007   | 2009   |
| ------ | ------ | ------ | ------ | ------ |
| 16 354 | 23 360 | 25 448 | 37 126 | 41 074 |

En 2006, le district avait 80 808 habitants pour une superficie de 658 km2, soit une densité de 122,8 hab./km2.

## Sites et Histoire

### Tumulus d'Ulucak
Le tumulus d'Ulucak (Ulucak Höyük) est un site archéologique situé dans le district de Kemalpaşa près du village d'Ulucak. Les fouilles ont permis d'y découvrir un site datant du VIe ou VIIe millénaire av. J.-C.,.

### Site hittite de Karabel

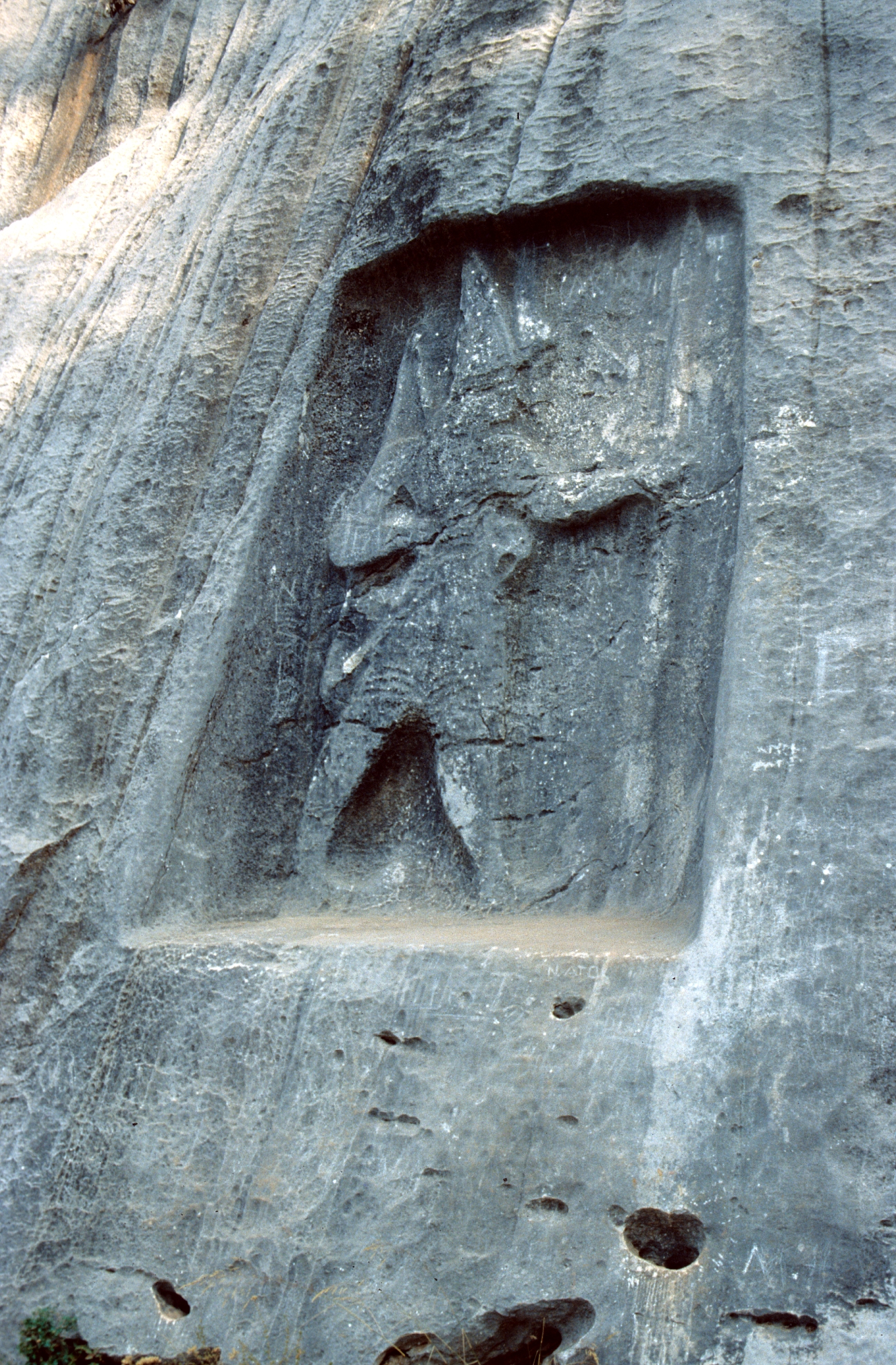
Un des bas-reliefs hittites de Karabel

Le col de Karabel est sur la route 35-26 menant vers Torbalı à 8 km au sud-est de Kemalpaşa. Ce col permet de passer de la vallée du Gediz (Hermos dans l'Antiquité) à celle du Küçük Menderes (Caystre dans l'Antiquité). Le col recèle une des traces les plus occidentales de la présence hittite en Anatolie (XIIIe siècle av. J.-C.). Hérodote décrit ainsi les bas-reliefs de Karabel qu'il attribue au pharaon Sésostris Ier, sans doute à cause des inscriptions en hiéroglyphes, et qu'il situe sur la route d'Éphèse à Phocée :

« On voit aussi vers l'Ionie deux figures de ce prince taillées dans le roc : l'une, sur le chemin qui conduit d'Éphèse à Phocée ; l'autre, sur celui de Sardes à Smyrne. Elles représentent, l'une et l'autre, un homme de cinq empans de haut, tenant de la main droite un javelot, et de la gauche un arc. »

Hérodote donne une traduction du début de l'inscription : « J'ai conquis ce pays par la force de mon bras. ». Il ajoute : « Il ne dit pas pourtant ici ni qui il est, ni de quel pays il est. »,.
Le texte est en réalité en hiéroglyphes hittites et non en hiéroglyphes égyptiens, et écrit en langue louvite. Le souverain représenté se nomme d'après les inscriptions : « Tarkašnawa, roi de Mira, fils d'Alantalli, roi de Mira ».

### Nymphaion
Le 13 mars 1261, l'empereur de Nicée Michel VIII Paléologue, qui y avait sa résidence, signe le traité de Nymphaion avec la république de Gênes, afin de disposer de la marine génoise pour reprendre aux Latins la ville de Constantinople. Cette dernière tombe le 25 juillet 1261. Après 57 ans d’exil entre Nicée et Nymphaion, les empereurs byzantins siègent à nouveau dans la Cité impériale.
Du palais impérial de Nymphaion, il ne subsiste que quelques ruines, appelées « Tour de la vierge » (Kız Kulesi).